# Herman Leonard
Herman Leonard (Allentown, 6 marzo 1923 – Los Angeles, 14 agosto 2010) è stato un fotografo statunitense.
Leonard è noto soprattutto per le sue fotografie di alcuni tra i più importanti artisti jazz. Alcune sue immagini - il cappello di Lester Young appoggiato sulla custodia del sassofono, Dexter Gordon che fuma durante una pausa al Royal Roost, la serie dedicata a Chet Baker - hanno raggiunto un tale valore iconico da definire l'immagine del jazz.

## Biografia
Figlio di immigranti ebrei rumeni originari di Yassi, Leonard si diplomò in fotografia alla Ohio University. Dopo aver prestato servizio militare durante la seconda guerra mondiale, Leonard si perfezionò studiando presso il ritrattista Yousouf Karsh, che gli permisie di farsi una preziosa esperienza ritraendo personalità quali Albert Einstein, Harry Truman e Martha Graham.
Trasferitosi al Greenwich Village di New York, Leonard vi aprì uno studio e iniziò a lavorare per diverse riviste. La sera, passava il suo tempo in jazz club quali il Royal Roost e il Birdland, fotografando gli artisti che vi si esibivano, tra gli altri tra i quali Lester Young, Dexter Gordon, Charlie Parker, Dizzy Gillespie, Billie Holiday, Duke Ellington, Miles Davis, Chet Baker. Leonard utilizzava negativi di vetro, aumentandone la sensibilità mediante esposizione a vapori di mercurio.
Dopo aver lavorato per il produttore jazz Norman Granz, che utilizzava il suo lavoro per le copertine dei dischi, nel 1965 Lenonard divenne il fotografo personale di Marlon Brando nel corso di un lungo viaggio in estremo Oriente. Al ritorno, Leonard si trasferì a Parigi, lavorando nel campo della moda e della pubblicità e come corrispondente europeo per la rivista Playboy. Le sue ultime serie riguardanti artisti jazz risalgono a questo periodo.
Nel 1980, Leonard si trasferì a Ibiza con sua moglie Elisabeth e i loro due figli, spostandosi successivamente (1988) a Londra dove tenne, a Notting Hill, la prima esposizione del suo lavoro, che ebbe un grande successo e fu anche inviata in tour negli USA. Fu in questa occasione che Leonard visitò New Orleans, una città che gli piacque tanto da trasferirvisi, immergendosi nella vita musicale della città per i quattordici anni che seguirono. Nell'agosto 2005, l'uragano Katrina distrusse la casa e lo studio di Leonard: 8000 stampe andarono perse, tuttavia i negativi, che erano depositati presso il Museo Ogden di New Orleans, sopravvissero. Dopo questa disavventura Leonard si trasferì a Studio City, in California, dove continuò a lavorare con ditte musicali, cinematografiche e riviste.
Le fotografie di jazzisti scattate da Leonard sono oggetto di collezionismo e costituiscono un ritratto unico della scena jazz statunitense nei decenni 1940, 1950 e 1960. La collezione di Leonard si trova negli archivi permanenti di Storia della musica americana allo Smithsonian Museum di Washington. Nel 2008, al Lincoln Center di New York, Leonard ricevette il prestigioso Lucie Award dalle mani del suo amico Tony Bennett.
Uno dei suoi ultimi progetti fu compiuto nel gennaio del 2010, alle Bahamas, col musicista Lenny Kravitz. Leonard morì pochi mesi dopo.